# 千の王国百の城
千の王国百の城（せんのおうこくひゃくのしろ）は、日本の漫画家・清原なつのによる短編集。
収録作品9篇の内7篇がアンドロイドや宇宙、科学の発展による異種族間の恋愛感情といったものを扱っており、清原らしいSFテーマが色濃い短編集となっている。

## 収録作品
全9篇
- お買い物（『本とコンピュータ』1998年夏号）
- 千の王国百の城（『ぶ～け』1990年7月号）
- 千の王国百の城II（『ぶ～け』1993年3月号）
- 真珠とり　PATTERN・1「小夜子」（『りぼんオリジナル』1981年春の号）
- 真珠とり　PATTERN・2「華子さーん」（『りぼんオリジナル』1981年夏の号）
- 真珠とり　PATTERN・3「まりあ」（『りぼんオリジナル』1981年秋の号）
- アンドロイドは電気毛布の夢を見るか？（『ぶ～け』1987年3月号）
- 金色のシルバーバック（『ぶ～け』1989年9月号）
- 銀色のクリメーヌ（『ぶ～け』1989年6月20日号）

※収録順に掲載